# Saison 1 de Poltergeist : Les Aventuriers du surnaturel
Chronologie
Saison 2
Cet article présente le guide des épisodes de la première saison de la série télévisée Poltergeist : Les Aventuriers du surnaturel.

## Distribution

### Acteurs principaux
- Robbi Chong : Alexandra Moreau
- Martin Cummins : Nick Boyle
- Derek de Lint : Derek Rayne
- Patrick Fitzgerald : Père Philip Callaghan
- Helen Shaver : Dr Rachel Corrigan

### Acteurs récurrents
- William Sadler : Shamus Bloom (épisodes 1 et 2)
- Jordan Bayne : Julia Walker (épisodes 1 et 2)
- Daniel Pilon : Winston Rayne (épisodes 1 et 2)
- Myles Ferguson : Derek Rayne Jeune (épisodes 1 et 2)
- John Novak : Patrick Corrigan (épisodes 1 et 2)
- Chad Krowchuk : Connor Corrigan (épisodes 1 et 2)
- Lluís Mas : Frederick (épisodes 4 et 15)
- Kim Restell : Dr. Frances Carlton (épisodes 11 et 17)
- John F. Parker : Dominick (épisodes 13 et 14)

## Épisodes

### Épisode 1:La Lumière: 1ePartie
- États-Unis : 21 avril 1996
- France : 8 novembre 1996 sur M6

- William Sadler : Shamus Bloom
- Jordan Bayne : Julia Walker
- William Morgan Sheppard : Grave Digger
- Daniel Pilon : Winston Rayne
- Chad Krowchuk : Connor Corrigan
- Sandrine Holt : Ellen
- Myles Ferguson : Derek Rayne Jeune
- John Novak : Patrick Corrigan
- David Fredericks : Barman
- José Vargas : Homme Péruvien
- Marites Pineda : Fille Péruvienne
- Ingrid Torrance : Fille dans la fête

San Francisco. 

### Épisode 2:La Lumière:2ePartie
- États-Unis : 21 avril 1996
- France : 8 novembre 1996 sur M6

- William Sadler : Shamus Bloom
- Jordan Bayne : Julia Walker
- William Morgan Sheppard : Grave Digger
- Daniel Pilon : Winston Rayne
- Chad Krowchuk : Connor Corrigan
- Sandrine Holt : Ellen
- Myles Ferguson : Derek Rayne Jeune
- John Novak : Patrick Corrigan
- David Fredericks : Barman
- José Vargas : Homme Péruvien
- Marites Pineda : Fille Péruvienne
- Ingrid Torrance : Fille dans la fête

### Épisode 3:Les Péchés du père
- États-Unis : 26 avril 1996
- France : 13 décembre 1996 sur M6

- Anthony Heald : Damon Ballard
- Suki Kaiser : Lisa Ballard
- Christopher Gray : Michael Ballard
- Joel Palmer : David
- Walter Marsh : Mr. Ballard
- Ron Halder : George Roper
- Judith Maxie : Juge Kern
- Anthony Harrison : Premier officier de police
- Joely Collins : Emily
- Cameron K. Smith : Avocat suppléant

### Épisode 4:La Vallée Perdue
- États-Unis : 3 mai 1996
- France : 15 novembre 1996

- Jay Brazeau : Sam MacAllister
- Janne Mortil : Sarah
- Gabrielle Rose : Esther
- Curtis Bechdholt : Eugene Jeune
- Don Thompson : Ezra
- Richard Sali : Acolyte n°1
- Karin Konoval : Femme n°1
- Andrew Kavadas : Geôlier
- Hagan Beggs : Eugene Vieux

### Épisode 5:L'Immeuble Fantôme
- États-Unis : 21 juin 1996
- France : 6 décembre 1996 sur M6

- David Cubitt : Kyle Vance
- Fiona Hutchison : Nakties Davisia, Maîtresse de la nuit Sans Fin
- Lori Ann Triolo : Connie
- Benjamin Ratner : Avocat de Kyle
- Gloria Crichlow : Mrs. Wilkinson
- Scott Swanson : Juge Druckner
- Doug Abrahams : Dix
- John Taylor : Karl Vance
- Alex Green : Adolfas Vance
- Babe Dolan : Lena Vance
- David Longworth : Joseph Vance
- Tami DeSchutter : Femme assassinée
- Thomas de Schutter : Homme assassiné
- Lluís Mas : Voix du Judge Druckner

### Épisode 6:La Douzième Caverne
- États-Unis :
- France : 20 décembre 1996 sur M6

### Épisode 7:Un homme dans le brouillard
- États-Unis :
- France : 22 novembre 1996 sur M6

### Épisode 8:Le Fantôme de la route
- États-Unis :
- France : 27 décembre 1996 sur M6

### Épisode 9:La Princesse égyptienne
- États-Unis :
- France : 3 janvier 1997 sur M6

- Colleen Rennison : Senephra

### Épisode 10:Le Remplaçant
- États-Unis :
- France : 10 janvier 1997 sur M6

### Épisode 11:Coma
- États-Unis :
- France : 29 novembre 1996 sur M6

### Épisode 12:Le Scarabée de cristal
- États-Unis :
- France : 21 février 1997 sur M6

### Épisode 13:La Cloche de Girardius
- États-Unis :
- France : 17 janvier 1997 sur M6

### Épisode 14:L'Esprit de Chinatown
- États-Unis :
- France : 24 janvier 1997 sur M6

### Épisode 15:La13egénération
- États-Unis :
- France : 31 janvier 1997 sur M6

- Laurie Holden : Cora Jennings / Sarah Browning

### Épisode 16:Le Prêtre maléfique
- États-Unis :
- France : 7 février 1997 sur M6

### Épisode 17:Révélations
- États-Unis :
- France :

### Épisode 18:Les Reliques du saint
- États-Unis :
- France : 14 février 1997 sur M6

### Épisode 19:L'Étrange Héritage
- États-Unis :
- France : 14 mars 1997 sur M6

### Épisode 20:L'Aiguilleur
- États-Unis :
- France : 7 mars 1997 sur M6

### Épisode 21:Le Pacte du Diable
- États-Unis :
- France : 21 mars 1997 sur M6

### Épisode 22:Un traître parmi nous
- États-Unis :
- France : 28 mars 1997 sur M6